# Лютка великовічкова
Лютка великовічкова (Lestes macrostigma) — вид бабок родини люток (Lestidae).

## Поширення
Вид поширений в Європі, Північній Африці та Азії від Португалії на схід до західної частини Монголії. В Україні поширений на всій території.
У межах свого ареалу вид демонструє чітку концентрацію населення в прибережних регіонах і районах з численними степовими озерами. Він часто дуже рідкісний або відсутній на великих територіях між цими осередками поширення.

## Опис
Найбільший представник родини. Довжина тіла — до 48 мм, довжина задніх крил 24-27 мм, загальний розмах крил до 60 мм. Тіло лілово-синє. Птеростигма довга (дорівнює трьом або чотирьом ланкам крила). Бабки з тонким подовженим тілом, металево блискучі. У спокої тримають крила відкритими. Маска у личинок ложкоподібна.